# Łychacziw
Łychacziw (ukr. Лихачів) – wieś na Ukrainie, w obwodzie czernihowskim, w rejonie nieżyńskim, w hromadzie Mryn. W 2018 liczyła 751 mieszkańców.